# Afro-kubansk 6/8
Med afro-kubansk 6/8 menas den rytm som troligen är den mest varierande av alla afro-kubanska ”självsvängande” (engelska: groove) och pålitliga rytmerna med de vidaste variationerna, - då denna rytm återfinns i olika stilar som exempelvis ”rak jazz”. Med det senare menas att till skillnad mot exempelvis jazzvals som har triol-känsla, har afro-kubansk 6/8 ”rak-känsla”. Clave(n) i denna stil kallas 6/8-clave, som bygger på samma princip som clave(n) i andra taktarter.